# Silibinine
La silibinine, aussi connue sous le nom de silybine, est le principal constituant actif de la silymarine, un mélange de flavonolignanes extraits du chardon-Marie (Silybum marianum). Il est utilisé dans le traitement et la prévention des maladies du foie grâce à ses propriétés anti-hépatotoxiques.
La silibinine chimiquement modifiée, la silibinine dihydrogène disuccinate de disodium (nom commercial Legalon SIL), une solution pour injection, est utilisée dans le traitement des affections sévères avec des substances hépatotoxiques, comme lors des empoisonnements à l'amanite phalloïde.